# Aspasia Cruvellier Mirault
Aspasia Cruvellier Mirault, född 1800, död 1857, var en amerikansk affärsidkare. Hon anses vara en anmärkningsvärd person då hon som fri färgad kvinna lyckades etablera en framgångsrik karriär i sydstaterna under slavtiden, och dessutom i strid mot lagen lyckades bli jordägare, något som enligt dåvarande lag inte var lagligt i Georgia för en person av hennes etnicitet. 
Hon var född i franska Saint Domingue som dotter till Hagar Cruvellier och syster till Francis, Peter och Justine Cruvellier. Hon lämnade tidigt ön med sina syskon och var från 1812 bosatt i Savannah i Georgia i USA. Familjen etablerade ett framgångsrikt skrädderi, där Aspasia var verksam med sina syskon. 
1823 öppnade hon och hennes syster ett eget skrädderi, och två år senare öppnade de ett bageri tillsammans. Hon gifte sig vid okänt datum (cirka 1825) med Samuel Mirault, vars familj liksom hennes emigrerat från Saint Domingue. Det saknas dokumentation kring äktenskapet liksom hennes makes yrke, men hans bror Louis Mirault var skräddare. Paret fick två döttrar, Louisa och Letitia. När maken avled 1829/1831 öppnade hon sin egen verksamhet och blev en framgångsrik konditor med bageri- och konfektverksamhet. Hon fick under denna tid två söner, Joseph och Robert, med den välbärgade gifta afroamerikanen James Oliver. 
Aspasia Cruvellier Mirault använde liksom många andra i Savannah slavarbetskraft i sin verksamhet, och i detta skilde sig inte stadens afroamerikanska befolkning från den vita: 1819 förbjöds visserligen afroamerikaner att köpa slavar, men eftersom de tilläts ärva och äga de slavar som redan ägdes inom deras familj, fortsatte slavägandet bland stadens mer välbärgade afroamerikanska befolkning även efter detta år. Hennes mor ägde ett flertal slavar före 1819, som sedan ärvdes av hennes barn, och Aspasia skattade 1839 för fem kvinnliga slavar. 
Hennes framgång gjorde det möjligt för henne att bli jordägare år 1842, sedan hon kringgått lagen genom kompanjonskap med en vit man. Som änka var hon myndig. Hon hade kapital att köpa en jordlott tidigare tillhörande staden Savannah, som auktionerades ut år 1842. Hennes syfte var att utöka verksamheten och få en rymligare bostad, då hon vid den tidpunkten levde med sina söner Joseph och Robert, sin dotter och affärspartner Letitia Davis och sina barnbarn, alla i en trång bostad bakom sitt bageri. Vid denna tidpunkt var fria färgade utsatta för hård diskriminering; få av dem hade pengar nog att köpa mark, och en lag infördes 1818 som förbjöd färgade att köpa land i Savannah. George Cally fungerade som hennes ombud och köpte tomten med hennes pengar: formellt stod han som ägare i laglig mening, men de facto blev det enligt deras avtal Aspasia som ägde tomten. Detta tycks ha fungerat felfritt, och det var heller inte ovanligt för förmögna fria afroamerikaner att köpa land i Savannah med hjälp av vita mellanhänder och därmed kringgå lagen. Cally var möjligen hennes eller hennes dotters älskare. Hon lät uppföra ett hus på tomten som stod färdigt 1853 och där hon sedan bodde. 